# Horst-Dieter Höttges
Horst-Dieter Höttges (ur. 10 września 1943 w Mönchengladbach, zm. 22 czerwca 2023 w Bremie) – niemiecki piłkarz, boczny obrońca. Mistrz świata z roku 1974.
Karierę piłkarską zaczynał w małych klubach z rodzinnego miasta. Następnie trenował w Borussii Mönchengladbach, a po jednym seniorskim sezonie rozegranym w jej barwach, w 1964 przeszedł do Werderu Brema. Do 1978 rozegrał w Bundeslidze 420 spotkań (55 goli). Karierę kończył w klubach niższych lig niemieckich.
W reprezentacji Niemiec debiutował 13 marca 1965 w meczu z Włochami. Do 1974 rozegrał w kadrze 66 spotkań i strzelił 1 bramkę. Reprezentacyjną karierę zakończył 20-minutową zmianą w meczu z NRD podczas MŚ 74. Oprócz tytułu mistrza świata wywalczył złoty medal mistrzostw Europy (ME 72) oraz srebrny (MŚ 66) i brązowy medal (MŚ 70) mistrzostw świata.